# Nicolás de Vergara el Viejo

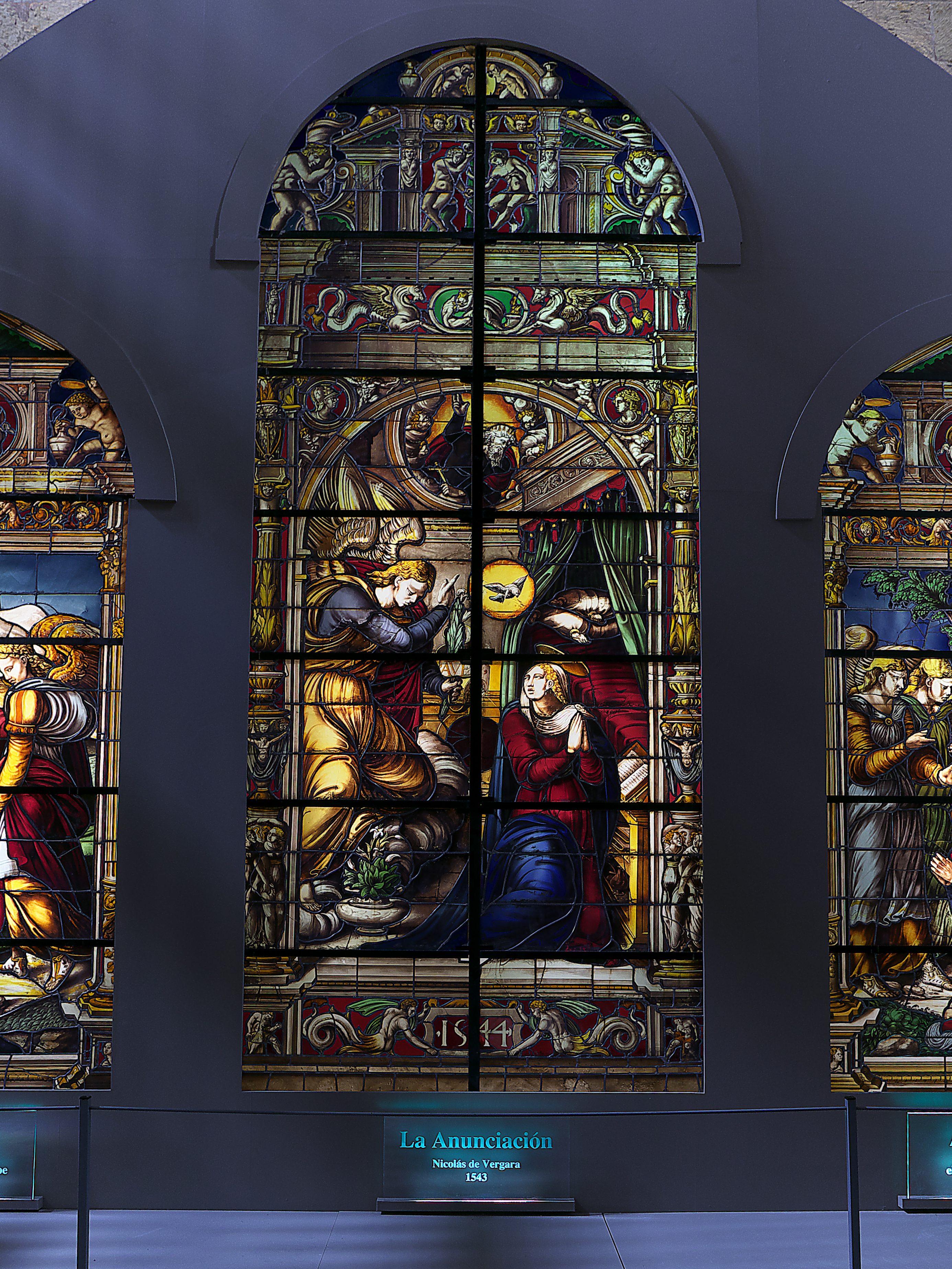
Anunciación, Catedral de Segovia

Nicolás de Vergara el Viejo (+ Toledo, 11 de agosto de 1574) fue un maestro vidriero, arquitecto y escultor español del siglo XVI, hijo del maestro flamenco Arnao de Flandes y hermano de Arnao de Vergara y Arnao de Flandes. Fue, además, padre de Nicolás y Juan de Vergara, últimos representantes de la saga familiar de vidrieros.
En el año 1542 se estableció en Toledo, tras ser nombrado por el cabildo de la catedral de Toledo su pintor y escultor, encargándole la ejecución de las vidrieras del templo (que por su muerte dejó inconclusas, y se encargaron sus hijos de terminar). Desde Toledo trabajó en el equipo de los Pierres (Pierres de Holanda y Pierres de Chivarri) para realizar los vitrales renacentistas de la catedral de Segovia, aportando dos piezas: La Anunciación (1543) y La Magdalena ungiendo los pies de Cristo (1545).
Diseñó la urna de plata para el cuerpo de San Eugenio de Toledo, sobre cuya traza la realizó el platero Francisco Merino en 1569. Realizó junto a su hijo Nicolás los dos facistoles del coro de la catedral de Toledo, acabados en 1570. Se trata de dos piezas cinceladas en bronce, de estilo dórico, en los que aparecen relieves repujados que representan pasajes del antiguo y nuevo testamento. También en Toledo, realizó las trazas para la casa consistorial de la ciudad, aunque tras su muerte, no llegaron a utilizarse.

## Algunas de sus obras

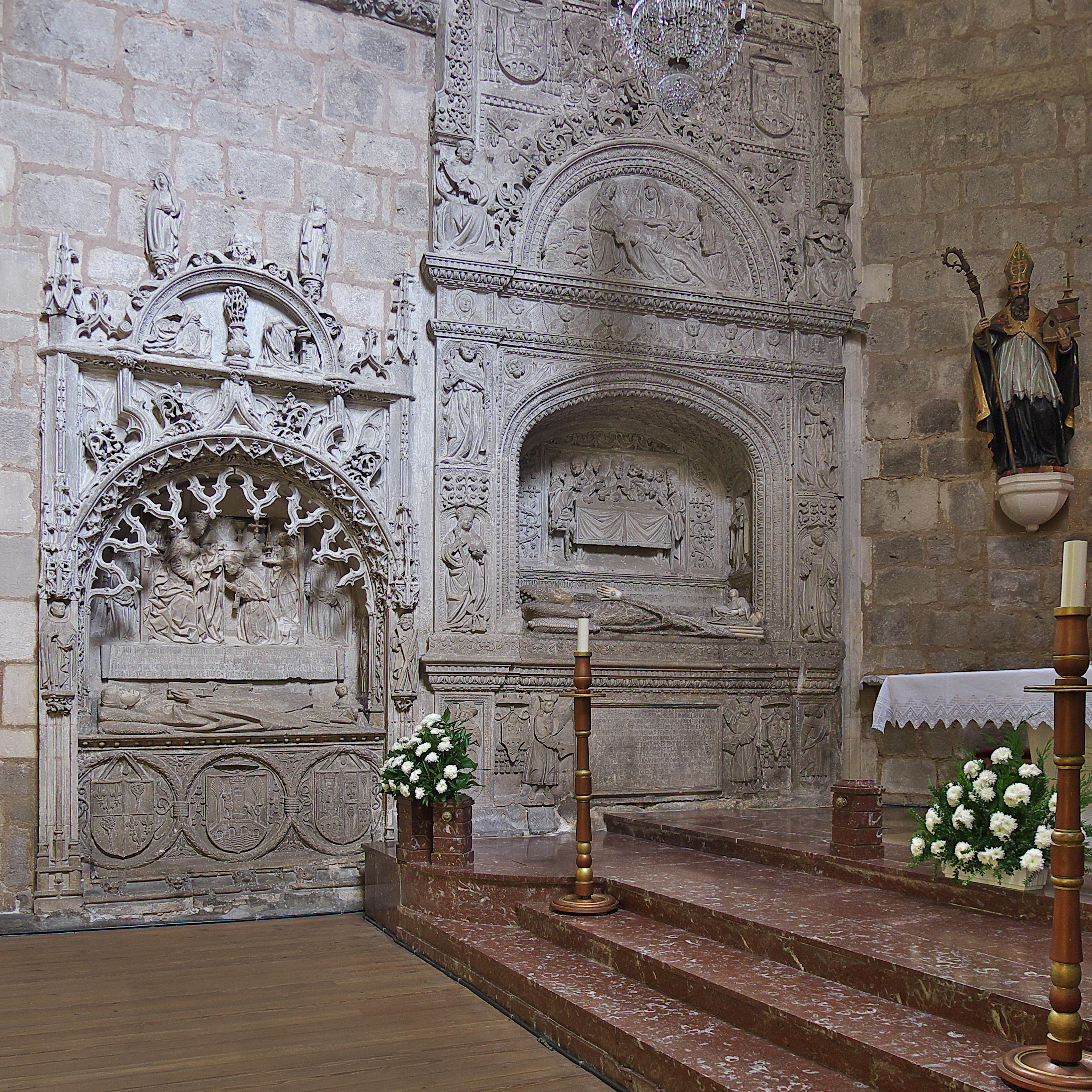
Sepulcro del obispo Juan de Ortega (1516), Convento de Santa Dorotea (Burgos).

- 1542-1574. Vidrieras de la catedral de Toledo.
- 1543. Vidriera de La Anunciación para la catedral de Segovia.
- 1545. Vidriera de La Magdalena ungiendo los pies de Cristo para la catedral de Segovia.
- 1556. Imagen de Nuestra Señora de la Encarnación, en la fachada del reloj de la catedral de Toledo.
- Post. 1557. Dirigió las obras de la Casa Real de Aceca, a orillas del río Tajo, sucediendo en el cargo a Gaspar de Vega (desaparecida).[5]
- 1560. Retablo y crucificado de la capilla de la torre de la catedral de Toledo, junto a Juan Bautista Vázquez el Viejo.
- 1569. Urna de plata para el cuerpo de San Eugenio de Toledo, sobre cuya traza la realizó el platero Francisco Merino.